# De l'histoire ancienne
Pour plus de détails, voir Fiche technique et Distribution.
De l'histoire ancienne est un film français réalisé par Orso Miret et sorti en 2000.

## Synopsis
Olivier est doctorant en histoire et prépare sa thèse sur les Résistants fusillés, aidé par son meilleur ami, Guy, un libraire, qui lui fournit les livres dont il a besoin. Olivier veut rencontrer le père de Guy, qui a échappé à une exécution collective pendant la Seconde Guerre mondiale, qui meurt avant que la rencontre ne soit possible. Guy se sent coupable d'avoir tardé à présenter Olivier à son père.

## Fiche technique
- Titre : De l'histoire ancienne
- Réalisation : Orso Miret
- Scénario : Orso Miret, Agnès de Sacy et Roger Bohbot
- Photographie : Olivier Chambon
- Son : Patrice Mendez
- Montage : Agnès Bruckert
- Pays de production :  France
- Société de production : Sunday Morning Productions
- Format : couleurs
- Genre : drame
- Durée : 119 minutes
- Dates de sortie : France - mai 2000 (Festival de Cannes)[1] ; 21 février 2001 (sortie nationale)

## Distribution
- Yann Goven : Guy
- Olivier Gourmet : Fabien
- Brigitte Catillon : Danielle
- Martine Audrain : La mère
- Jocelyne Desverchère :  Marie
- Stéphane Bierry :  Olivier
- Jacques Spiesser : Didier
- Katty Loisel :  Audrey
- Michel Robin :  M. Santucci
- Anna Mouglalis : Infirmière
- Alexandre Fabre : libraire

## Distinctions
- Prix Jean-Vigo 2000[2]

## Musique
Dans la bande-son du film figurent les Trois pièces dans le style ancien, une œuvre pour orchestre à cordes composée par Henryk Górecki en 1963.

## Lieux de tournage
- Ardon, Saint-Hilaire-Saint-Mesmin, Saint-Pryvé-Saint-Mesmin, Saran et Orléans
- Paris